# Søren Barslund
Søren Barslund (født 24. december 1977 i Tarm) er en dansk tidligere professionel fodboldspiller.
Han spillede bl.a. i Ikast FS (ca. 50 kampe) og FC Midtjylland (8 kampe) inden han blev erklæret fodboldinvalid. Dog spillede han sig op igen fra midten af 2003 i Esbjerg fB, hvor det blev til 47 førsteholdskampe og 3 mål.
Søren Barslund måtte droppe sin professionelle fodboldkarriere i sommeren 2006 pga. skader. Han har en cand.merc.-uddannelse at falde tilbage på.